# Asplenium resupinum
Asplenium resupinum là một loài dương xỉ trong họ Aspleniaceae. Loài này được Lherm. ex E. Fourn. mô tả khoa học đầu tiên.
Danh pháp khoa học của loài này chưa được làm sáng tỏ. 